# Manoir de Vardes
Le manoir de Vardes est un édifice situé sur la commune de Neuf-Marché, en Seine-Maritime, en France. Il fait l’objet d’une inscription au titre des monuments historiques depuis 2002.

## Localisation
Il est situé sur la route départementale 915 au lieu dit « ferme de Vardes ».

## Historique
Le manoir, daté de la seconde moitié du XVIe siècle et du XVIIe siècle, a été construit vers 1575-1585 par la famille Crespin du Bec, dans un but défensif et seigneurial.
Le manoir connaît une campagne de construction sous l'impulsion de Jacqueline du Bueil, « comtesse de Moret (...) et maîtresse d'Henri IV ». Entre 1630 et 1665 René de Vardes et son fils, François de Vardes effectuent une grand nombre de transformations.
Le monument est inscrit au titre des monuments historiques depuis le 24 juillet 2002.

## Description
Le manoir est construit en briques et pierres. 